# Studna Obecnice (Kukleny)
Stará obecní studna v prostoru dnešního Denisova náměstí v Kuklenách. Dle provedení poprsně lze předpokládat její vznik již na konci 18. století. Od roku 2024 je objekt zapsán jako kulturní památka.

## Popis
Profilovaná pískovcová poprseň objektu, slohově odpovídající pozdně baroknímu či raně klasicistnímu období, je sestavena ze dvou na sebe položených prstenců o šesti segmentových blocích. Vnitřní obezdívka je provedena z opracovaných pískovcových kvádrů, přibližně do tří pětin výšky pokládaných na sucho, výše pak spárovaných. Shora je studna zakryta novějším betonovým víkem opatřeným litinovou pumpou Sigma Standard T.

## Historie
Provedení poprsně připouští možnost, že vznik celého objektu mohl být spojen již se založením obce roku 1776. Ve prospěch této teorie se zdají hovořit také zápisy v obecní kronice městyse Kukleny, které dokládají, že studna byla využívána již v 1. polovině 19. století. Krátká zmínka o pořízení víka dokonce naznačuje existenci objektu již před rokem 1803.

S vysokou mírou pravděpodobnosti lze předpokládat úpravu studny roku 1890. Ve spisovém materiálu obce je dochována žádost místního občanstva:
„Slavný obecní výbore!
Již před třiciti lety ucházeli se občané hořejší části obce naší u slavného zastupitelství o upravení obecní studny na náměstí se nalézající. Žádost v pozdějších letech po dvakráte opakována, nedomohla toho, aby vyhověno bylo bývalo oprávněnému požadavku dotyčného občanstva.
Stav studny této zhoršil se za tu dobu minulou takovou měrou, že nedostaneli se jí v brzku žádoucí opravy, hrozí sesutím. Jakých svízelů by tímto obyvatelstvu přivoděno bylo, netřeba snad podotýkati, neboť známo zajisté, že takměř včechna hořejší část celou spotřebu měké vody ze studny této čerpá.
Čerpání vody u nynější způsobě příčí se však všemu citu i zdravotnictví jednak splachováním různých nečistých nádob při vylévání vody, jednak i tou okolností, že možno – jakož se i často stává – zdechliny různých zvířat vyvážiti.
Jest opravdu s podivením, že se až dosud žádné neštěstí neudálo, a to popřednosti v čase zimním! Vůči velké zodpovědnosti nebezpečím životu lidskému, dovolujeme sobě i na tuto okolnost výboru poukázati. Jakým dobrodiním povždy tato nyní tak zanedbaná studna byla, jest zajisté v dobré paměti z let suchých, jakož při tažení válečném v r. 1851 a 1866; pramen její skytal ještě tenkráte hojnosť vody, kdy vůkolní studny úplně vyčerpány byly.
V uvážení všech svrchu vytknutých důvodův ze kterých veliká výhoda i nutnosť studny té pro obyvatelstvo hořejšího obvodu městýse našeho vysvítá, jakož i v uvážení sešlého, celé náměstí hyzdícího stavu jejího, dovolují sobě podepsaní slavný výbor uctivě žádati, aby, uváživ vše hořejší, svým usnesením důkladné obnovení „Obecnice“ potvrditi ráčil.
V Kuklenách v březnu 1890“
Tamtéž se dochoval také předběžný rozpočet pumpařských prací. Zápisy ze schůzí obecního zastupitelstva stran této opravy obsahují jen krátkou zmínku k 26. dubnu 1890: „Oprava pumpy proti kostelu na náměstí. Rozpočet Adolfa Chládka, pumpaře zde, na zl. 47.20. předložen. Obé přijato a oprava se má slušně provésti.“
Poněkud matoucí je záznam v obecní kronice hovořící o opravě study roku 1875: „Obecní studně, která byla s okovem, má se opravit dle návrhu znalce.“ Ve světle výše citované žádosti z března 1890 je patrné, že studna v této době žádnou opravou projít nemohla, a to navzdory skutečnosti, že její stav byl nejpozději od roku 1873 tématem schůzí obecního zastupitelstva. Již datem 3. května 1873 je opatřen plán na úpravu objektu z pera stavitele A. Žilky, který předpokládal zřízení nerealizované novogotické dřevěné budky a pumpy poháněné kolem.
Z uvedeného záznamu kronikáře Všetečky lze ovšem usoudit, že studna bývala v minulosti vybavena rumpálem. Přitom je možné, že stopy takového zařízení jsou na poprsni patrné dodnes. Především na několika místech z východní strany vykazuje ozdobná profilace nápadně pravidelné defekty (možná i se stopami po nástrojích), které by mohly být důsledkem záměrné a snad dodatečné úpravy motivované potřebou umístit zde dřevěné pilíře.
V současnosti je studna suchá a svému původnímu účelu již neslouží. Vnitřní obezdívka je intaktní, poprseň však vykazuje silné poškození způsobené erozí malty ve spárách a prorůstáním vegetací. Některé z uvolněných segmentů v horním prstenci jsou tak vážně ohroženy pádem do otvoru studně. Pro jeho špatný stav byly kolem objektu instalovány zátarasy.

## Jméno
Pomístní jméno „Obecnice“ uvádí výše citovaná žádost obyvatelstva z roku 1890. Na rubové straně je tato žádost uvedena titulkem: „Občané na hoření částí obce Kuklen usedlí, žádají za opravu a postavení studny „Obecnice“ na náměstí.“

## Galerie

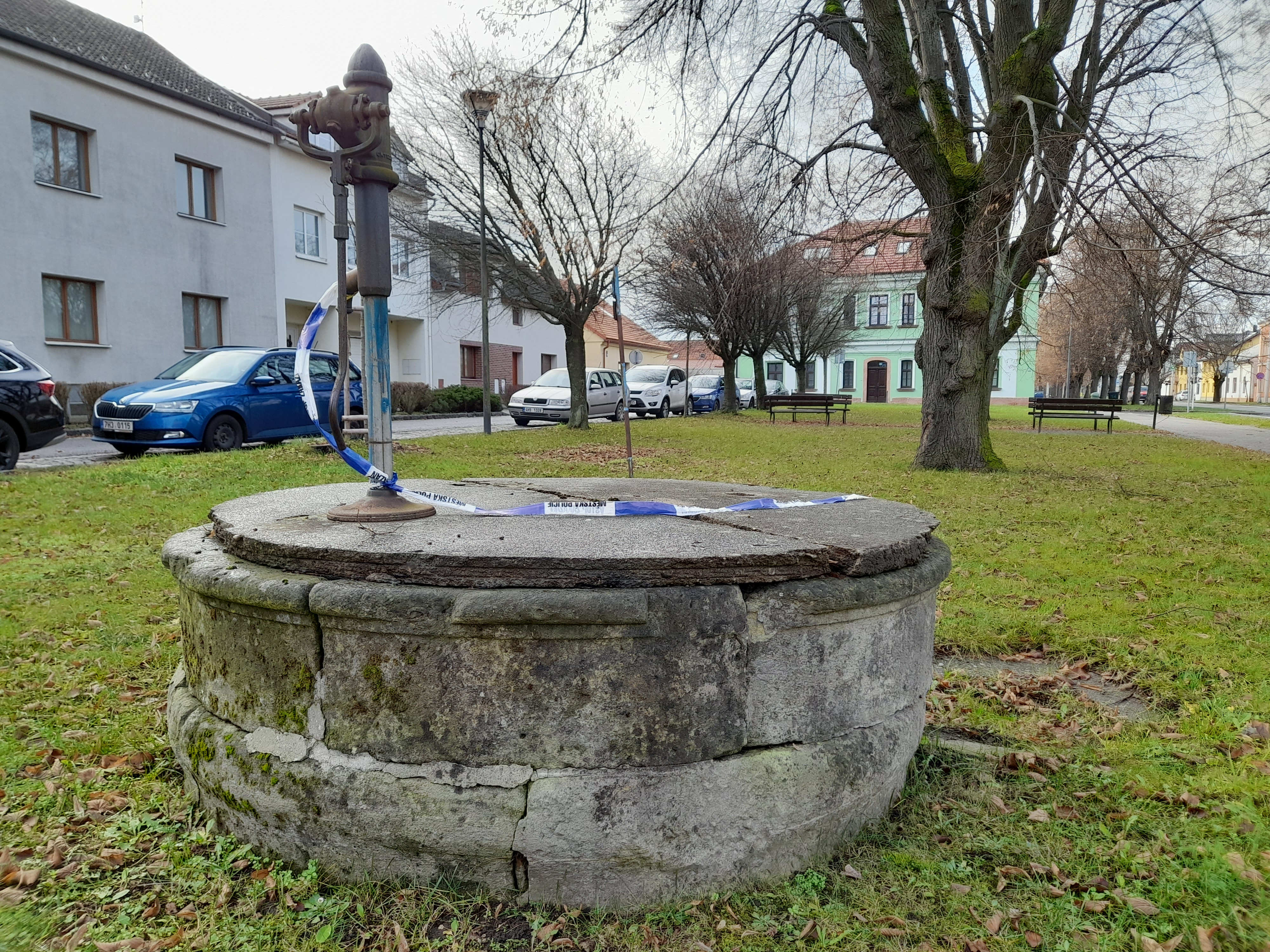
Studna Obecnice v Kuklenách. Na dekorativní profilaci jsou patrné „zářezy“, snad záměrně zhotovené.
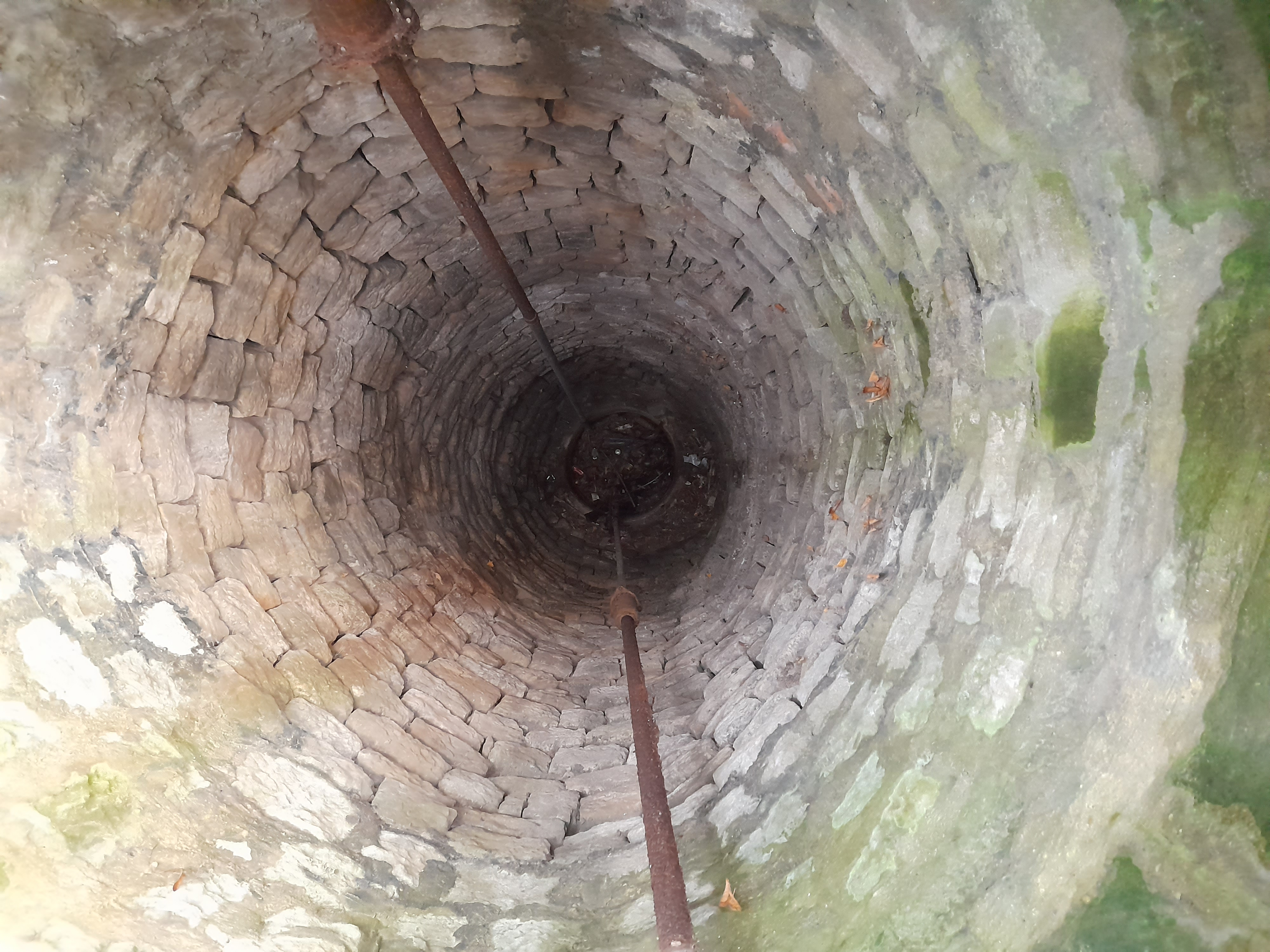
Vnitřní obezdívka.